# Solanum glaberrimum
Solanum glaberrimum là loài thực vật có hoa trong họ Cà. Loài này được C.V. Morton miêu tả khoa học đầu tiên năm 1976.